# 黃如金 (萬曆進士)
黄如金（？—？），字汝礪，號奇南，浙江杭州府海宁县人。明朝政治人物、進士出身。

## 生平
隆庆戊辰（1568年）九月初四日（官年）生，万历十六年（1588年）戊子科浙江鄉試舉人，十七年（1589年）己丑科二甲十五名進士，通政司觀政，八月授湖廣興國州知州，二十年三月調簡州知州，二十六年考察降調，二十七年降山西都司斷事，二十八年升岳州府通判，三十年仕至南安府同知。

## 家族
曾祖黄文贵；祖黄雲；父黄世才。